# 황간중학교
황간중학교(黃澗中學校)는 충청북도 영동군 황간면 남성리에 있는 공립 중학교이다.

## 학교 연혁
- 1946년 7월 30일: 황간공립농업초급중학교 설립 인가
- 1950년 6월 5일: 4년제 중학교로 개편 (7학급)
- 1951년 9월 1일: 황간중학교로 교명 변경
- 2016년 3월 1일: 학급수 8학급(특수 2학급)
- 2016년 9월 1일: 제32대 우순옥 교장 부임
- 2017년 2월 7일: 제70회 졸업식(졸업생 43명, 총 12,078명)
- 2019년 2월 28일 : 상촌중학교, 용문중학교와 새너울중학교로 통합되어 폐교[1], 73년만에 폐업

## 참고 자료
- 황간중학교 - 한국교육학술정보원 학교알리미